# Yu Yang (bádminton)
Yu Yang (en chino: 于洋; Haicheng, 7 de abril de 1986) es una deportista china que compitió en bádminton, en las modalidades de dobles y dobles mixto.
Participó en tres Juegos Olímpicos de Verano, entre los años 2008 y 2016, obteniendo dos medallas en Pekín 2008, oro en la prueba de dobles (junto con Du Jing) y bronce en dobles mixtos (con He Hanbin), y el cuarto lugar en Río de Janeiro 2016, en la prueba de dobles.
Ganó siete medallas en el Campeonato Mundial de Bádminton entre los años 2006 y 2014. En los Juegos Asiáticos consiguió tres medallas, oro y plata en 2010 y oro en 2014.

## Palmarés internacional
| Juegos Olímpicos   | Juegos Olímpicos        | Juegos Olímpicos  | Juegos Olímpicos |
| Año                | Lugar                   | Medalla           | Prueba           |
| ------------------ | ----------------------- | ----------------- | ---------------- |
| 2008               | Pekín (China)           | Medalla de oro    | Dobles           |
| 2008               | Pekín (China)           | Medalla de bronce | Dobles mixto     |
| Campeonato Mundial |                         |                   |                  |
| Año                | Lugar                   | Medalla           | Prueba           |
| 2006               | Madrid (España)         | Medalla de bronce | Dobles           |
| 2009               | Hyderabad (India)       | Medalla de bronce | Dobles           |
| 2010               | París (Francia)         | Medalla de oro    | Dobles           |
| 2010               | París (Francia)         | Medalla de plata  | Dobles mixto     |
| 2011               | Londres (Reino Unido)   | Medalla de oro    | Dobles           |
| 2013               | Cantón (China)          | Medalla de oro    | Dobles           |
| 2014               | Copenhague (Dinamarca)  | Medalla de plata  | Dobles           |
| Juegos Asiáticos   |                         |                   |                  |
| Año                | Lugar                   | Medalla           | Prueba           |
| 2010               | Cantón (China)          | Medalla de oro    | Equipo           |
| 2010               | Cantón (China)          | Medalla de plata  | Dobles           |
| 2014               | Incheon (Corea del Sur) | Medalla de oro    | Equipo           |